# 大縣神社

鳥居

大縣神社（おおあがたじんじゃ）は、愛知県犬山市にある神社である。旧社格は、式内社（名神大社）・尾張国二宮・旧国幣中社・別表神社。
新字体で「大県神社（読みは同じ）」と表記する場合もある。

## 歴史

### 概史
| 年                  | 真清田神           | 大縣神             | 熱田神         |
| ------------------- | ------------------ | ------------------ | -------------- |
| 822年               | --                 | --                 | 従四位下       |
| 833年               | --                 | --                 | 従三位 →正三位 |
| 847年               | 無位 →従五位下     | 無位 →従五位下     | --             |
| 853年               | 従五位上 →従四位下 | 従五位下 →従四位下 | --             |
| 859年               | --                 | 従四位下 →従四位上 | 正三位 →従二位 |
| 859年               | --                 | 従四位下 →従四位上 | 従二位 →正二位 |
| 865年               | 従四位上 →正四位上 | --                 | --             |
| 873年               | --                 | 従四位上 →正四位下 | --             |
| 神名帳              | 名神大             | 名神大             | 名神大         |
| 一宮制              | 一宮               | 二宮               | 三宮           |
| 国府?真清田大縣熱田 |                    |                    |                |

社伝によれば「垂仁天皇27年に、本宮山の山頂から現在地に移転した」とある。

### 神階
- 承和14年（847年）11月11日、無位から従五位下（『続日本後紀』）- 表記は「大県天神」
- 仁寿3年（853年）5月22日、従五位下から従四位下（『日本文徳天皇実録』）-  表記は「大県神」
- 天安3年（859年）2月17日、従四位下から従四位上（『日本三代実録』）-  表記は「大県神」
- 貞観15年（873年）8月13日、従四位上から正四位下（『日本三代実録』）-  表記は「大県神」

## 祭神
祭神は、大縣大神（おおあがたのおおかみ）としている。大縣大神は、国狭槌尊とする説、天津彦根命（大縣主の祖神）とする説、少彦名命とする説、大荒田命（日本武尊の三世孫で迩波縣君の祖）とする説、武恵賀前命（神八井耳命の孫で迩波縣君の祖）とする説などがあり、はっきりしない。いずれにしても、「大縣大神は、尾張国開拓の祖神である」とされている。

## 境内

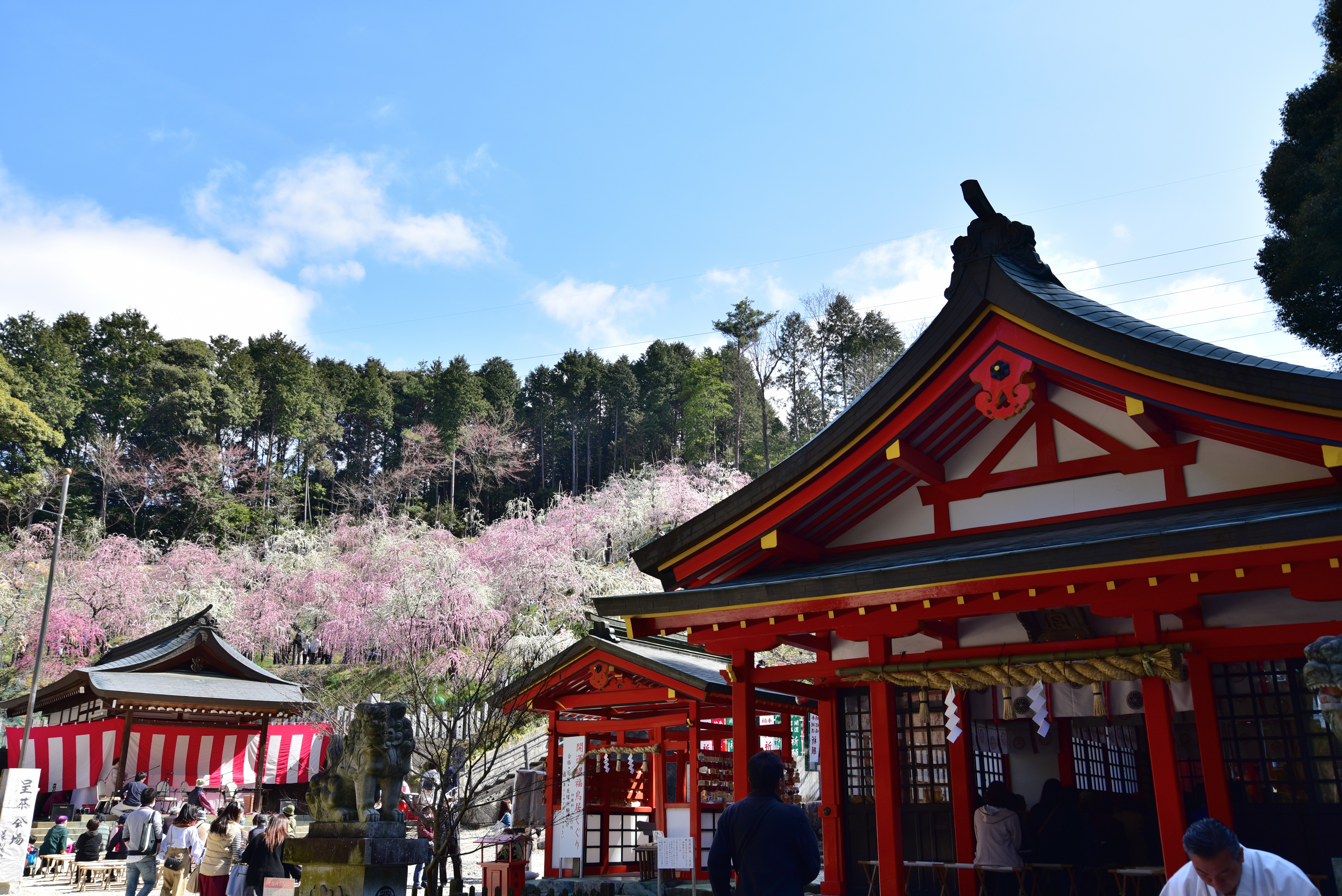
姫の宮と梅園

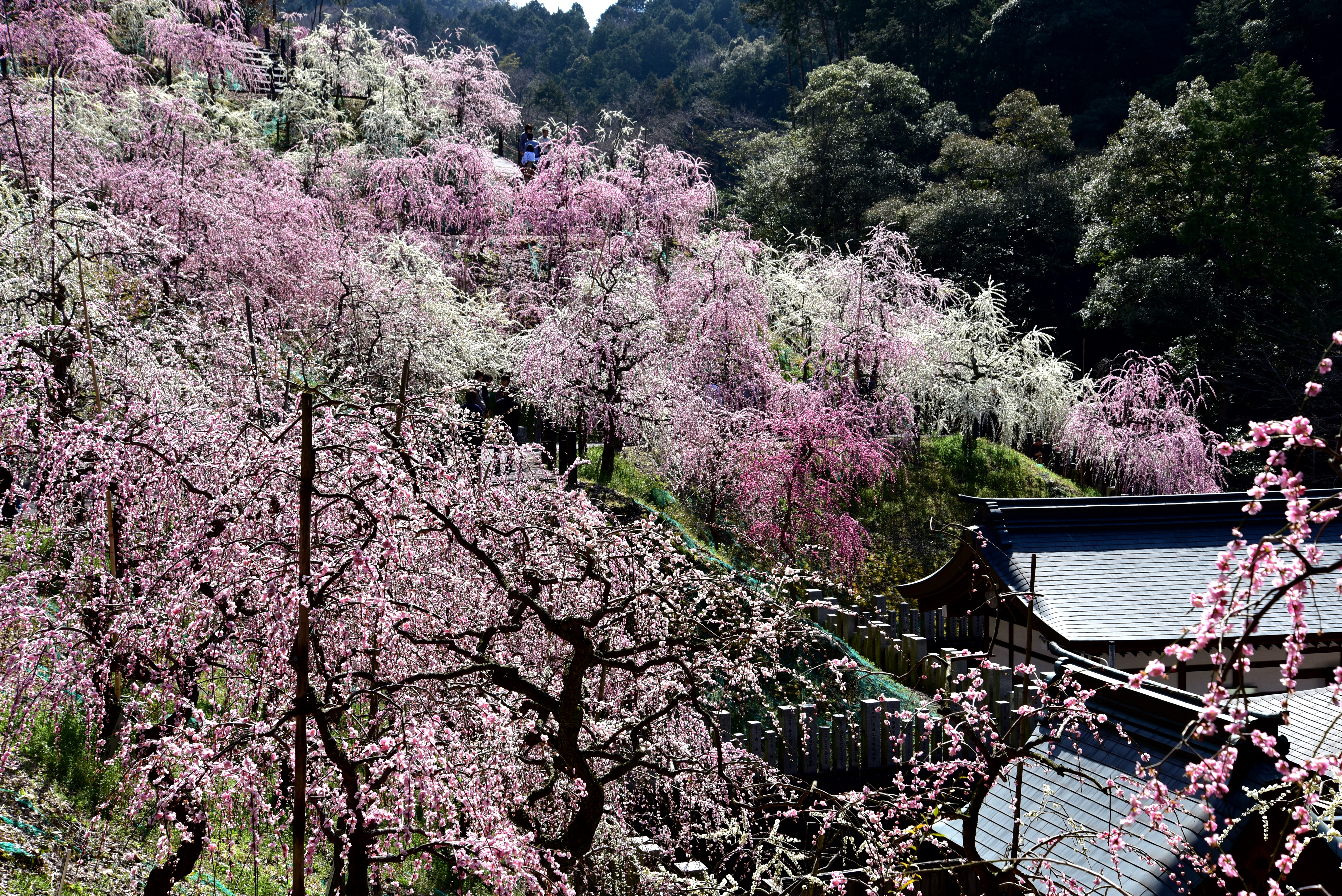
斜面を利用して作られた梅園。

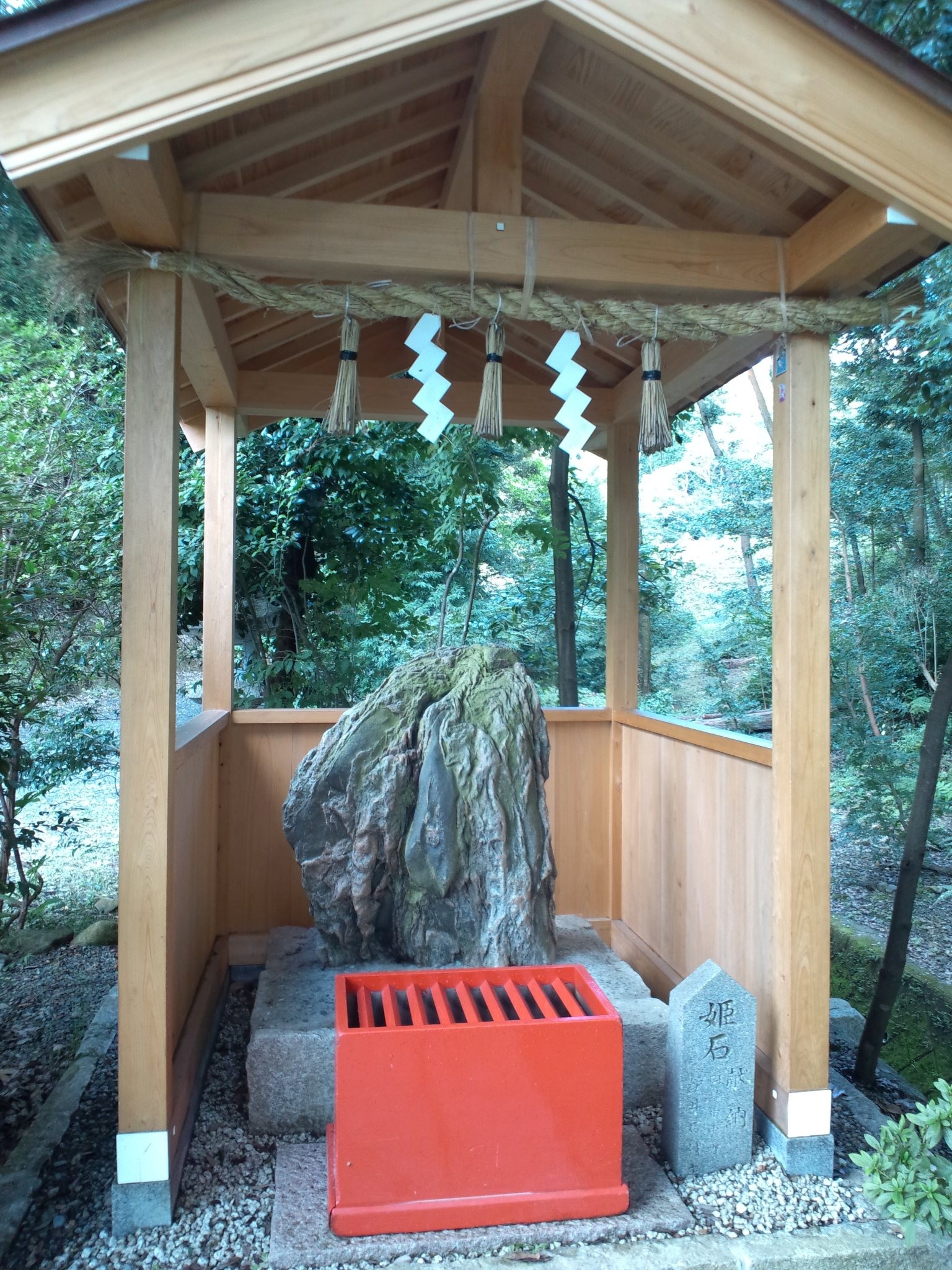
姫石

境内には、いくつかの境内社がある。かつては別宮二社、末社52社があったとされる。その中の一つの摂社の姫の宮には、玉姫命が祀られている（倉稲魂神とする説もある）。ここは古来より安産祈願や子授など女性の守護神として崇敬されており、女陰をかたどった石などが奉納されている。これは小牧市田縣神社の男根に対応するものである。本宮山の山頂には、大縣大神の荒魂を祀る本宮社がある。
社殿は「大縣造」と称されるもので、寛文元年(1661年)に尾張藩2代目藩主である徳川光友によって造営されたものである 。
また同神社は、愛知県で二番目に大きい前方後円墳である茶臼山古墳（青塚古墳）も管理している。付近には、円墳などの古墳群が点在する。
境内の裏手のある山の斜面には、約300本のしだれ梅の梅園がある。

## 祭事

### 豊年祭
別名「於祖々祭（おそそ祭）」とも言う。毎年3月15日直前の日曜日に行なわれる祭事。女陰をかたどった山車などが練り歩く。この祭りと対になっているのが、田縣（たがた）神社の豊年祭で、こちらでは男根をかたどった神輿が練り歩く。

### 梅まつり
毎年3月、梅の花が咲く時期に行なわれる祭。俳句大会なども行なわれる。

## 文化財
重要文化財
- 大縣神社 2棟
  - 本殿[2]　附透塀1棟、古図1枚、棟札12枚
  - 祭文殿及び東西回廊（1棟）[2]　附棟札1枚

### 国指定史跡
- 青塚古墳　青塚141番地所在

## 施設
- 総合結婚式場大縣神社
- 梅園
- 楽田神社
- 大国恵比須神社

## 所在地
- 愛知県犬山市宮山3

## 交通アクセス
- 名鉄小牧線の楽田駅下車、徒歩で約20分。または、楽田駅東口から犬山市コミュニティバス つつじヶ丘団地行き（平日のみ、祝日も運行）で約8分。
- 愛知県道177号大県神社線

## 周辺

### 施設
- 老人ホーム犬山白寿苑
- 神道祖霊社
- 小西山真長寺 - 真言宗醍醐派の寺院。

### その他
- 本宮山

## 関連図書
- 安津素彦・梅田義彦編集兼監修者『神道辞典』神社新報社、1968年、15頁
- 白井永二・土岐昌訓編集『神社辞典』東京堂出版、1979年、63頁